# Kabinett Bray-Steinburg

Otto von Bray-Steinburg

Das Kabinett Bray-Steinburg unter Otto Graf von Bray-Steinburg bildete vom 8. März 1870 bis zum 25. Juli 1871 an die von König Ludwig II. berufene Landesregierung des Königreiches Bayern. Sie war verantwortlich für die Verhandlungen um den Eintritt Bayerns in das Deutsche Reich und konnte Bayern dabei wichtige Reservatrechte sichern. Wegen seiner Opposition zur bayerischen Kulturkampfpolitik trat Bray-Steinburg im Juli 1871 zurück.
| Amt                                           | Name                          |
| --------------------------------------------- | ----------------------------- |
| Vorsitzender im Ministerrat, Äußeres          | Otto Graf von Bray-Steinburg  |
| Inneres                                       | Paul von Braun                |
| Inneres für Kirchen- und Schulangelegenheiten | Johann von Lutz               |
| Justiz                                        | Johann von Lutz               |
| Finanzen                                      | Adolph von Pfretzschner       |
| Handel und öffentliche Arbeiten               | Gustav Ritter von Schlör      |
| Krieg                                         | Siegmund Freiherr von Pranckh |